# Frans Rens (notaris)

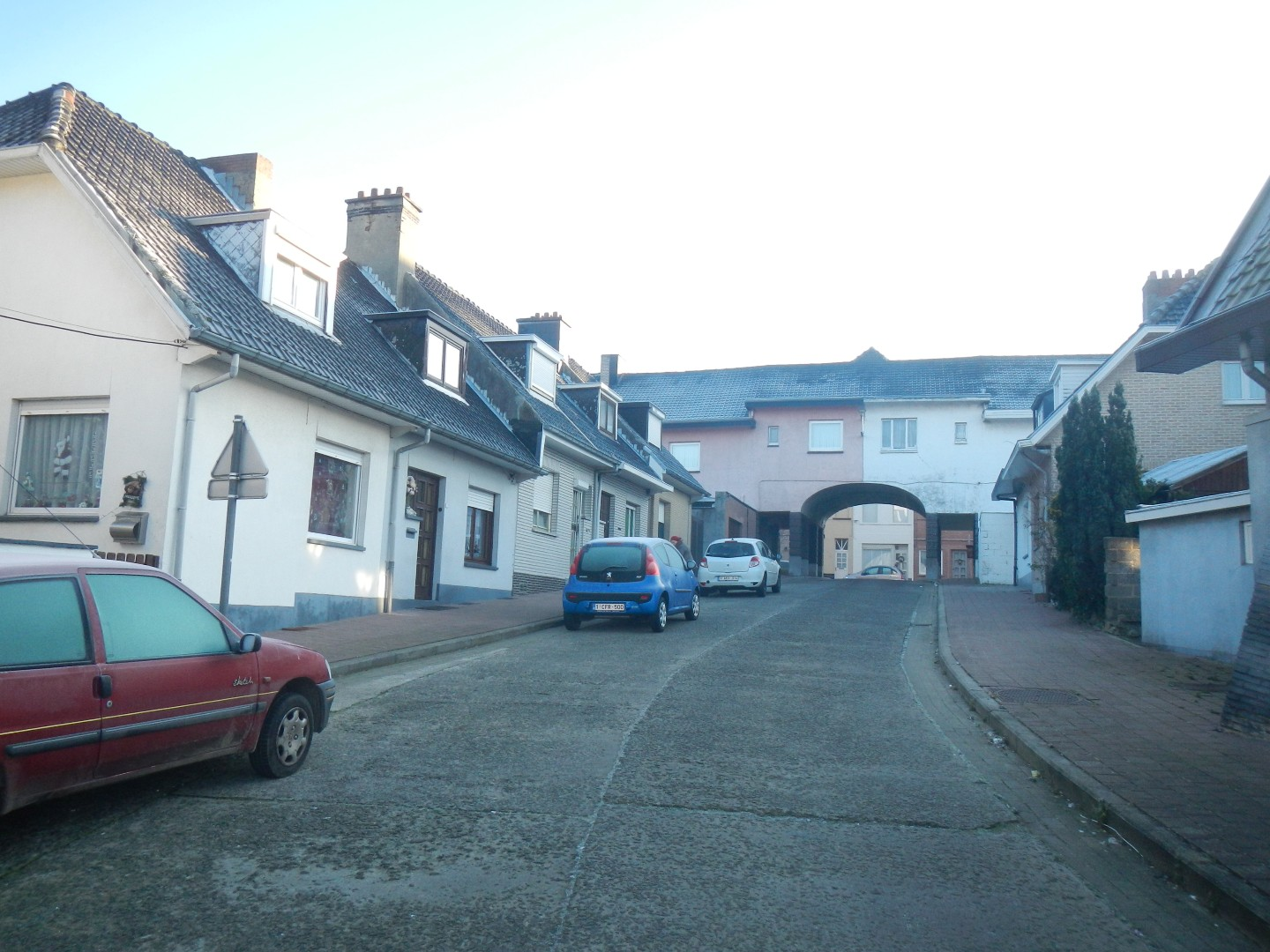
De naar Frans Rens genoemde Frans Renswijk (1-5) in Geraardsbergen

Franciscus (Frans) Emericus Emilius Gislenus Rens (Geraardsbergen, 8 februari 1865 - Brugge, 7 oktober 1940) was een Belgisch notaris en liberaal politicus.

## Biografie
Frans Rens was een zoon van Louis-Ghislain Rens, notaris in Deftinge en Geraardsbergen en liberaal schepen in Geraardsbergen, en Marie-Louise De Vroede, gemeentesecretaris van Onkerzele.
In 1885 promoveerde hij tot doctor in de rechten en kandidaat-notaris aan de Université libre de Bruxelles. Op 24 juni 1890 volgde hij zijn vader op als notaris in Geraardsbergen, een ambt dat hij uitoefende tot 1939.
Rens was van 1896 tot 1899 burgemeester van Geraardsbergen, van 1921 tot 1926 gemeenteraadslid van Geraardsbergen en van 1921 tot 1929 provincieraadslid van Oost-Vlaanderen. Hij was medestichter van de liberale mutualiteit De Toekomst in 1900 en de afdeling Geraardsbergen van het Liberaal Syndicaat in 1920.
Hij was de vader van Robert Rens, notaris, hoogleraar en burgemeester.
In Geraardsbergen werd een straat naar hem vernoemd.